# Loxstedt
Loxstedt – gmina samodzielna (niem. Einheitsgemeinde) w Niemczech, w kraju związkowym Dolna Saksonia, w powiecie Cuxhaven. W 2008 r. liczyła 16 110 mieszkańców.
W mieście jest stacja kolejowa Loxstedt.

## Współpraca
- Schwaan, Meklemburgia-Pomorze Przednie